# Gälar
Gälar är andningsorgan som finns hos vattenlevande djur som blötdjur, kräftdjur, insekter, fiskar och groddjur. Gälarna skyddas av ett eller flera så kallade gällock. Hos fiskar består gällocken av ben- eller broskbitar som skyddar gälarna. Det går att ålderbestämma fiskar genom att koka rent gällocken och räkna årsringarna. 

## Funktion
Gälar är uppbyggda så att de minimerar problemen med att andas vatten. Vattenflödet genom en gälkammare är enkelriktat, och gälkammaren har således en ingång och en separat utgång. Vattnet transporteras inte som luften i en lunga: först in och sedan tillbaka ut samma väg. Behovet för syrgas är mycket stort eftersom vatten innehåller 23000 gånger mindre syre per kilo än luft.
Både hajar och benfiskar tar in andningsvattnet genom munnen. Benfiskarna pumpar ut det genom två öppningar, en på vardera sidan av huvudet, som öppnas när de lyfter på gällocket. Hajarna pumpar ut vattnet genom flera gälspringor, vanligen fem på vardera sidan av huvudet.
Blodflödet i gälar brukar vara anordnat så att blodet strömmar i motsatt riktning mot det vatten som pumpas genom gälhålan, den så kallade motströmsprincipen. Detta gör att det syrgasrikaste vattnet, som just kommit in i gälkammaren, möter det syrgasrikare blodet, som just ska lämna gälkammaren. Det syrgasfattigaste vattnet, som just ska lämna gälkammaren, möter det syrgasfattigaste blodet, som just kommit in i gälkammaren. Då är syrgashalten högre i vattnet än i blodet längs med hela syreupptagningsytan. Detta gör att syrgas tas upp längs med blodkärlens hela längd med diffusion och syrgasupptaget blir effektivare.